# Il grande Santini
Il grande Santini (The Great Santini) è un film del 1979, scritto e diretto da Lewis John Carlino, tratto da un romanzo di Pat Conroy.

## Trama
Nel 1962 un colonnello dell'Aviazione dei Marines, Lt. Col. Wilbur "Bull" Meechum, pilota noto come "the Great Santini", eroe di guerra di Corea, mal sopporta il tempo di pace, trattando i propri familiari come subalterni. Una notte, alla guida di un F-4 Phanthom, ha un'avaria e dovendo scegliere tra il lanciarsi, a rischio di far impattare il velivolo su centro abitato, e dirigerlo in mare, a rischio della propria vita, opta per l'estremo sacrificio.

## Riconoscimenti
- 1981 - Premio Oscar
  - Candidatura miglior attore protagonista (Robert Duvall)
  - Candidatura miglior attore non protagonista (Michael O'Keefe)
- Kansas City Film Critics Circle Awards 1981
  - Miglior attore (Robert Duvall)